# Agregat (maszyna)
Agregat – w technice to zespół różnych maszyn połączonych ze sobą na stałe w celu wykonywania określonej pracy, stanowiących przez to jedno nowe urządzenie robocze, najczęściej we wspólnej obudowie i ze wspólnym panelem sterującym. Np. agregat prądotwórczy składający się z silnika i prądnicy.
Przykładowe agregaty w technice:
- agregat gaśniczy
- agregat prądotwórczy
- agregat uprawowy